# 노나카 히로무

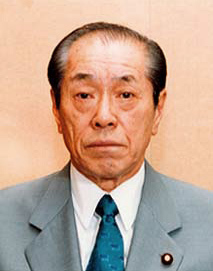
노나카 히로무 (1998년 7월)

노나카 히로무(일본어: 野中廣務, 1925년 10월 20일 ~ 2018년 1월 26일)는 일본의 정치인으로, 전 자유민주당 소속 중의원 의원, 전 관방장관이다. 헤이안 조가쿠인 대학의 강사 직을 맡은 경력이 있다.
교토 부 소노베 정 (園部町) 촌장, 교토 부 부지사, 중의원 의원, 자치대신, 국가공안위원회 위원장, 내각관방장관, 오키나와 개발청 장관, 자유민주당 간사장 등을 지냈다. 2001년, 2003년 자유민주당 총재 선거에서 하시모토 류타로와 후지이 다카오를 지지했으나 두 후보 모두 고이즈미 준이치로에게 연달아 패하자 2003년에 정계에서 은퇴했으며, 2011년 자유민주당에서 탈당하였다.
노나카는 일본에서 오랜 세월 동안 차별을 당해온 천민 계급 부라쿠민 출신이다. 2009년, 노나카는 아소 다로가 일본 내각총리대신이 되자, 아소 총리가 일본을 이끌게 된 것은 일본의 불행이라며 비판을 한 바 있다. 2018년 1월 26일 향년 92세로 별세했다.

## 같이 보기
- 옥류관